# Eosentomon jinxiuense
Eosentomon jinxiuense är en urinsektsart som beskrevs av Zhang 1984. Eosentomon jinxiuense ingår i släktet Eosentomon och familjen trakétrevfotingar. Inga underarter finns listade i Catalogue of Life.